# Super Stars
《Super Stars》는 대한민국의 록 밴드 코코어의 세 번째 정규 음반으로, 2003년 발매되었다. 제1회 한국대중음악상에서 올해의 앨범 부문에 후보로 오르고, 최우수 록음상을 수상하였다.

## 평가
| 전문가 평가 | 전문가 평가 |
| 평가 점수   | 평가 점수   |
| 출처        | 점수        |
| ----------- | ----------- |
| 가슴        | [ 1 ]       |
| Weiv        | 7/10        |

가슴의 최상민은 "락엔롤이라는 기저를 버리지 않고, 다양한 스타일을 그들의 자장 안으로 끌어들임으로써, 자칫 '인디 역사'의 뒤안길로 사라질 수 있었을 자신들의 딜레마를 슬기롭게 헤쳐나가고 있다."고 호평하였다. 웨이브의 차우진은 하나의 음반에서 로큰롤, 가스펠, 사이키델릭, 일렉트로니카 등 다양한 장르가 정성 들여 다듬었다는 느낌을 주며, "62분이라는 긴 러닝타임은 지루하게 느껴지지 않는다"고 언급했다. 이즘에 리뷰를 쓴 배순탁은 난해하게 들릴 수 있다는 점을 아킬레스건이라 표현하면서도, "내재된 음악적 욕망을 자신 있게 펼쳐보였다는 데사 높은 점수를 줄 수 있는 앨범이기도 하다"고 이야기했다.
《Super Stars》는 2004년에 개최 제1회 한국대중음악상 올해의 앨범 후보에 오르고, 최우수 록음악 부문에서 수상을 차지하였다.

## 트랙 리스트
1. 新世界
2. Jungle Fever
3. 야광 원숭이
4. 슬픈 노래
5. 루시아
6. Rock N' Roll Anywayy
7. 축복
8. 부머랭
9. 오늘밤에 우리 둘이 나쁜 일을 벌이자
10. My Samantha
11. 곤충채집
12. 속삭여줘
13. 새벽 숲 AM 04:00
14. 소년은 은빛 로켓에 올라